# Stazione di Shin-Sanda
La stazione di Shin-Sanda (新三田駅?, Shin-Sanda-eki) è una stazione ferroviaria situata nella città di Sanda della prefettura di Hyōgo in Giappone sulla linea Fukuchiyama e servita dal servizio JR Takarazuka della JR West.

## Servizi ferroviari
West Japan Railway Company
■ Linea JR Takarazuka

## Struttura
La stazione è dotata di due marciapiedi a isola per quattro binari totali. In media circolano circa 6 treni all'ora per tutto il giorno, con rinforzi in direzione Osaka la mattina.
| 1-2 | ■ Linea JR Takarazuka | per Sasayamaguchi e Fukuchiyama                |
| 3-4 | ■ Linea JR Takarazuka | per Takarazuka, Amagasaki, Osaka e Kitashinchi |

## Stazioni adiacenti
| «                   | Servizio            | »                   |
| Linea JR Takarazuka | Linea JR Takarazuka | Linea JR Takarazuka |
| ------------------- | ------------------- | ------------------- |
| Sanda               | Tutti i treni       | Hirono              |